# Битва при Мэкэле (2020)
Битва при Мэкэле — сражение между Национальными силами обороны Эфиопии и повстанцами Народного фронта освобождения Тыграя с 17 по 28 ноября 2020 года в ходе Вооружённого конфликта в Тыграе.

## Хронология
17 ноября премьер-министр Эфиопии Абий Ахмед Али объявил, что срок действия его ультиматума о разоружении войск мятежной региона Тыграй истек, поэтому эфиопская армия начинает «решительное наступление» в этом регионе. Впоследствии этого административный центр Тыграя город Мэкэле подвергся авиаударам, в результате которых погибли два мирных жителя.
18 ноября эфиопские войска без боя захватили Шире и Аксум. Около 9 часов утра они начали наступление на Мэкэле с трёх направлений с юга, востока и северо-запада. Начальник штаба эфиопских войск Берхан Джула заявил, что они пытаются окружить Мекеле и выбить противника. Народный фронт освобождения Тыграй заявил, что потеря контроля над Широм и Аксумом было лишь временной неудачей и что Мэкэле станет «адом» для правительственных сил.
19 ноября, по данным Народного фронта освобождения Тыграя, Мэкэле подвергся бомбардировке, но данных о количестве жертв не поступило. В то же время эфиопские войска продолжали наступление на город.
На следующий день Мэкэле подвергся авиаудару, причинившему значительный ущерб местному университету. Сообщается, что в ходе этого авиаудара несколько мирных жителей получили ранения.
Вечером 22 ноября премьер-министр Аби Ахмед Али поставил ультиматум силам Тыграя. Он дал им 72 часа на сдачу города Мэкэле. В случае, если город не будет сдан, он обещал штурм. Вскоре над Мэкэле пролетели вертолеты эфиопских ВВС и сбросили листовки, призывающие местных жителей не покидать свои дома в ближайшее время.
На следующий день, 23 ноября, официальный представитель правительственной оперативной группы по чрезвычайному положению в штате Тыграй Редван Хусейн заявил, что правительственные войска завершают процесс полного окружения города. По его словам, войска находились в 50 километрах от центра Мэкэле. Тем временем к столице Тыграя стягивались тяжелая артиллерия и танки. Власти призвали местных жителей арестовать членов партии и выдать их правительству.
В ходе боев повстанцы сбили один вертолет ВВС Эфиопии и уничтожили два танка правительственных войск.
24 ноября ВВС Эфиопии уничтожили несколько точек ПВО повстанцев недалеко от Мекеле.
26 ноября правительственные войска начали штурм пригородов Мекеле. Лидер повстанцев, бывший Глава администрации региона Тыграй Дебрецион Гебремикаэль сказал, что его войска «готовы умереть», но защитить город.
28 ноября Народный фронт освобождения Тыграй заявил, что город Мекеле подвергся сильной бомбардировке со стороны федеральных сил. В то же время командование ВС Эфиопии заявило, что Мэкэле находится под полным контролем правительственной армии.

## Последствия
После взятия Мэкэле, премьер-министр Эфиопии Аби Ахмед Али объявил об окончании военной операции в Тыграе и победе правительственных войск. В свою очередь Дебрецион Гебремикаэль заявил, что их вооруженная борьба против федеральных сил будет продолжена.